# Orø

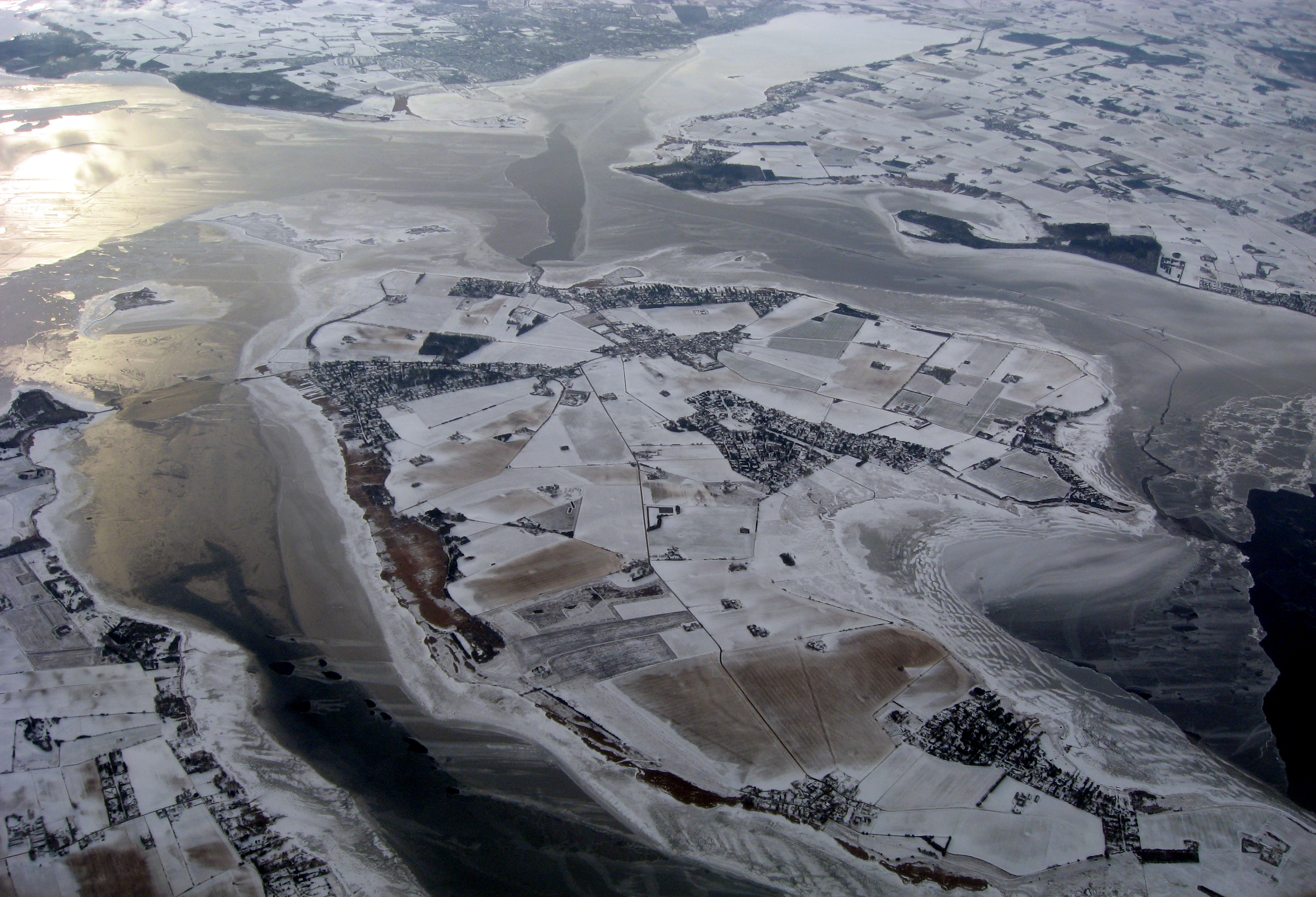
Orø

Orø är en ö på ca 14 km², längst in i Isefjorden, Danmark.
Ön, som ligger i Holbæk kommun, har 951 invånare (2020). Det finns fyra samhällen: Bybjerg, Brønde, Gamløse och Næsby. Ön har ca 1200 fritidshus.
Man kommer till Orø med färja från Holbæk till Brønde (30 min) eller med linfärja från Hammer Bakke i Hornsherred (6 min).